# Berești-Tazlău
Berești-Tazlău is een Roemeense gemeente in het district Bacău.

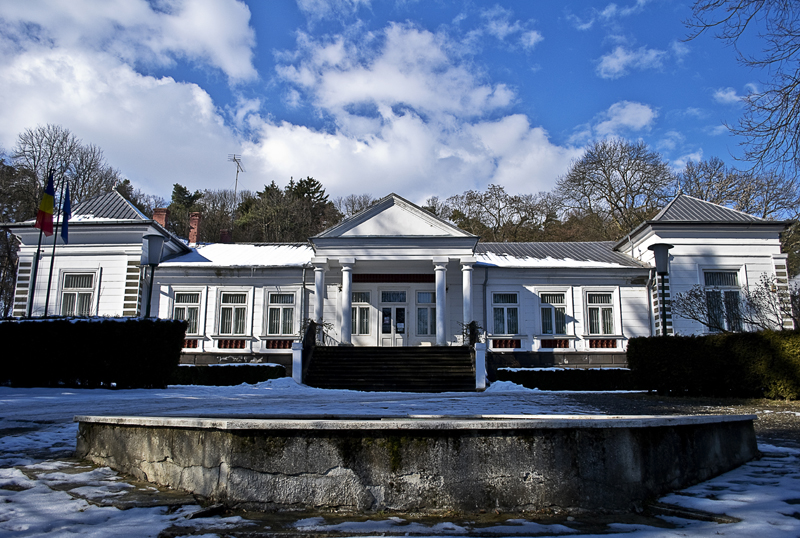

Berești-Tazlău telt 5805 inwoners.